# Terrestrischer Gammablitz

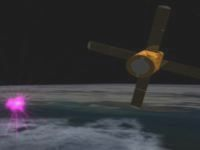
Künstlerische Darstellung: Gammastrahlen-Blitz und verwandte Phänomene.

Terrestrische Gammablitze (englisch terrestrial gamma-ray flash, TGF) sind Ausbrüche von energiereicher elektromagnetischer Strahlung (Gammastrahlung) in der Erdatmosphäre, in Abgrenzung zu anderen Gammablitzen. TGFs wurden mit 0,2 bis 3,5 ms Dauer und Energien von bis zu 20 MeV registriert. Es wird angenommen, dass sie durch elektrische Felder im oberen Bereich von Gewitterwolken entstehen.

## Entdeckung
Terrestrische Gammablitze wurden erstmals 1994 vom BATSE (Burst and Transient Source Experiment) des Compton Gamma Ray Observatorys, einer NASA-Raumsonde, entdeckt.
Eine weitere Studie an der Stanford University im Jahr 1996 konnte einen TGF einem individuellen Blitzeinschlag, welcher innerhalb von wenigen Millisekunden gleichzeitig mit dem TGF erfolgte, zuordnen. BATSE konnte in neun Jahren nur eine kleine Anzahl von TGF-Ereignissen registrieren, da es eigentlich für die Erforschung extraterrestrischer Gammastrahlenausbrüche von längerer Dauer konstruiert war.
Der neuere RHESSI-Satellit hat TGFs mit viel höheren Energien als den von BATSE registrierten beobachtet. Darüber hinaus zeigen neue Beobachtungen, dass etwa fünfzig TGFs jeden Tag auftreten, mehr als bisher angenommen, jedoch nur ein sehr kleiner Bruchteil der insgesamt auf der Erde auftretenden Gewitterblitze (3–4 Millionen Blitze durchschnittlich pro Tag). Allerdings kann die Zahl auch viel höher sein, wenn die Gammastrahlenblitze in Form eines engen Strahlungskegels abgestrahlt werden und so nur schwer zu erkennen sind, oder wenn eine große Zahl von TGFs in niedrigen Höhen entsteht, so dass die Gammastrahlen durch die Atmosphäre absorbiert werden, bevor sie den Satelliten erreichen.

## Entstehung
Nach überwiegender Vermutung entstehen TGFs dadurch, dass Elektronen mit relativistischen Geschwindigkeiten (Geschwindigkeiten nahe der Lichtgeschwindigkeit) auf Atomkerne der Luft treffen und dabei Energie in Form von Bremsstrahlung abgeben. Manchmal werden dadurch auch weitere Elektronen mit relativistischen Energien aus den Atomen freigesetzt, so dass sich eine Lawine von schnellen Elektronen bildet, ein Phänomen, das „relativistischer Runaway-Breakdown“ genannt wird. Ein Prozess, bei dem sowohl Elektronen als auch Bremsstrahlungsphotonen freigesetzt werden, ist Elektron-Elektron-Bremsstrahlung: Dabei wird die Anzahl hochenergetischer Elektronen erhöht, die dann anschließend hochenergetische Photonen erzeugen können. Die Beschleunigung der Elektronen erfolgt vermutlich durch ein starkes elektrisches Feld, aber von hier an besteht erhebliche Unsicherheit. Die Entladung wird vermutlich durch Positronen erheblich verstärkt, die von Gammaquanten durch Paarbildung erzeugt werden. Sie bewegen sich aufgrund ihrer Ladung in entgegengesetzte Richtung zu den Elektronen und setzen bei Zusammenstößen mit Luftmolekülen weitere Elektronen frei, die ihrerseits wieder beschleunigt werden. Ein Modell, das diese Positronen berücksichtigt, sagt Dauer, Intensität und Energiespektrum der Gammastrahlung voraus, die mit Beobachtungen der Satelliten übereinstimmen.
Einige der Standarderklärungen sind von anderen mit Gewitterblitzen verbundenen Entladungserscheinungen entlehnt, den Kobolden, die einige Jahre vor den TGFs entdeckt wurden. Beispielsweise könnte das Feld durch Ladungstrennung in einer Gewitterwolke (DC-Feld), wie sie oft mit den Kobold-Erscheinungen verbunden ist, verursacht sein. Eine andere Erklärung wäre der mit einem Blitzschlag einhergehende elektromagnetische Impuls (EMP), wie er ebenfalls oft bei Entladungen in der Hochatmosphäre auftritt. Es gibt auch einige Hinweise, dass TGFs in Abwesenheit von Blitzschlägen auftreten, wenn auch in der Nähe allgemeiner Blitzaktivität, so wie die sogenannten „Blue Jets“. Die meisten TGFs wurden jedoch innerhalb weniger Millisekunden vor oder nach einem Blitzereignis nachgewiesen.
Das DC-Feld-Modell erfordert eine sehr große Ladung der Gewitterwolke in großer Höhe (etwa 50–90 km, wo sich Kobold-Erscheinungen bilden). Anders als bei Kobold-Erscheinungen können so große Ladungen offenbar nicht mit Blitzen, die TGFs erzeugen, in Verbindung gebracht werden. Deshalb erfordert das DC-Feld-Modell, dass die TGFs in geringerer Höhe erzeugt werden, an der Spitze der Gewitterwolke (10–20 km), wo stärkere lokale Felder auftreten können. Diese Hypothese wird durch zwei unabhängige Beobachtungen unterstützt. Erstens passt das Spektrum der von RHESSI registrierten Strahlung sehr gut zur Vorhersage von Runaway Breakdowns in 15–20 km Höhe. Zweitens sind TGFs im Vergleich zur Gesamtheit der Blitze stark um den Äquator und über dem Wasser konzentriert. Gewitterwolken sind in der Nähe des Äquators höher. Somit hat die dort im oberen Teil der Wolke durch TGFs entstehende Gammastrahlung eine bessere Chance, durch die Atmosphäre zu entkommen. Die Schlussfolgerung wäre dann, dass es vor allem in höheren Breiten viele TGFs gibt, die wegen der niedrigen Höhe ihrer Entstehung vom Weltraum aus nicht gesehen werden können.
Das EMP-Modell erfordert weniger Energie für die TGFs, da die Gammastrahlen in der Hochatmosphäre erzeugt werden, so dass man alle entstehenden Gammastrahlenblitze auch vom Weltraum aus sehen kann. Dieses Modell ist bisher durch Beobachtungen nur unzureichend bestätigt. Die Anforderungen an einen elektromagnetischen Puls mit den erforderlichen Eigenschaften sind recht eng.
Mit einiger Wahrscheinlichkeit sind auch mehrere Mechanismen an der Erzeugung der TGFs beteiligt.

## Mögliche Auslösung durch schnelle Teilchen
Es ist vorgeschlagen worden, dass TGFs Begleiterscheinungen von Strahlen hoch relativistischer Teilchen sind, die der Atmosphäre entweichen, sich entlang magnetischer Feldlinien ausbreiten und auf der gegenüberliegenden Hemisphäre wieder eindringen. In einigen Fällen weisen sowohl von RHESSI als auch von BATSE registrierte TGFs ungewöhnliche Muster auf, die diese Erklärung zu stützen scheinen. Diese Fälle stehen aber im Widerspruch zur Mehrzahl der statistischen Daten über TGF-Ereignisse, so dass diese Art von TGFs wahrscheinlich, wenn überhaupt, nur einen Bruchteil der Gesamtereignisse repräsentiert.
Am 14. Dezember 2010 beobachtete der Satellit Fermi einen TGF mit der Nummer TGF 091214 über der ägyptischen Sahara, in dessen Nähe sich keinerlei Gewitter befand. Das zugehörige Gewitterereignis hatte 4000 km entfernt, in Sambia, stattgefunden. Die Teilchen, welche den TGF auslösten, hatten sich entlang einer Magnetfeldlinie bewegt. Bei der Untersuchung der Energieverteilung wurde zudem eine Häufung bei 511 keV entdeckt, welche als Spur von Elektron-Positron-Vernichtungen angesehen wird. Dies stützt die Annahme, dass sich in irdischen Blitzen auch Antimaterie bilden kann.
Nach Berechnungen können TGF nicht nur Positronen, sondern auch schnelle Neutronen und Protonen freisetzen. Neutronen wurden in Entladungen bereits gemessen, aber für Protonen fehlt bisher (2016) eine experimentelle Bestätigung. Diese Gammablitze können sekundäre Teilchen wie Elektronen, Positronen, Neutronen und Protonen mit Energien von bis zu 50 MeV erzeugen.